# Régression à l'infini
Une régression à l'infini est une suite infinie de propositions p1, p2, p3... telle que pour tout entier naturel n, la vérité de pn dépend de la vérité de pn+1.
Un exemple de telle régression est donnée dans le texte de Lewis Carroll What the Tortoise Said to Achilles.
Cette notion intervient aussi dans la régression des causes qui amène par exemple Aristote à postuler une cause première.
Une distinction est faite entre les régressions à l'infini qui sont « vicieuses » et celles qui ne le sont pas.

## Conscience
La régression à l'infini dans la conscience est la formation d'une série infinie d'« observateurs internes » lorsque nous nous posons la question de savoir qui est l'observateur de production des corrélats neuronaux de la conscience (en) dans l'étude de la conscience subjective.

## Optique
La régression à l'infini en optique est la formation d'une série infinie d'images fuyantes créé en deux parallèles placées en face de miroirs. Voir mise en abyme.